# Aserbaidschanische Küche
Die aserbaidschanische Küche ist durch die zentrale Lage am Kaspischen Meer unter anderem von türkischen, iranischen und zentralasiatischen Einflüssen geprägt. Die Küche des Landes hat die verschiedenen Einflüsse mit alten Traditionen verbunden und weiterentwickelt.

## Geschichte und Eigenschaften der aserbaidschanischen Küche
Die aserbaidschanische Küche setzt sich aus spezifischen Merkmalen alter und moderner Kochmethoden zusammen. Ursprünglich wurden die Gerichte in Kochgeschirr aus Kupfer zubereitet, was in manchen Regionen des Landes auch heute noch Usus ist.
Lamm und Hammel, Rindfleisch, Geflügel sowie Hackfleisch sind die bevorzugten Fleischsorten in der aserbaidschanischen Küche. Des Weiteren gibt es frisches Gemüse wie Auberginen, Gurken, Tomaten, Paprika, Spinat, rote Beete, Zwiebeln, Kohl, Radieschen, Sauerampfer und grüne Bohnen. Mehlprodukte sowie Reis werden regelmäßig in der aserbaidschanischen Küche verwendet. Frische Kräuter wie Minze, Koriander, Dill, Basilikum, Petersilie, Estragon, Lauch, Schnittlauch, Thymian, Majoran, Frühlingszwiebeln und Brunnenkresse sind sehr beliebt und werden oft mit Hauptgerichten serviert.

## Nationalgerichte

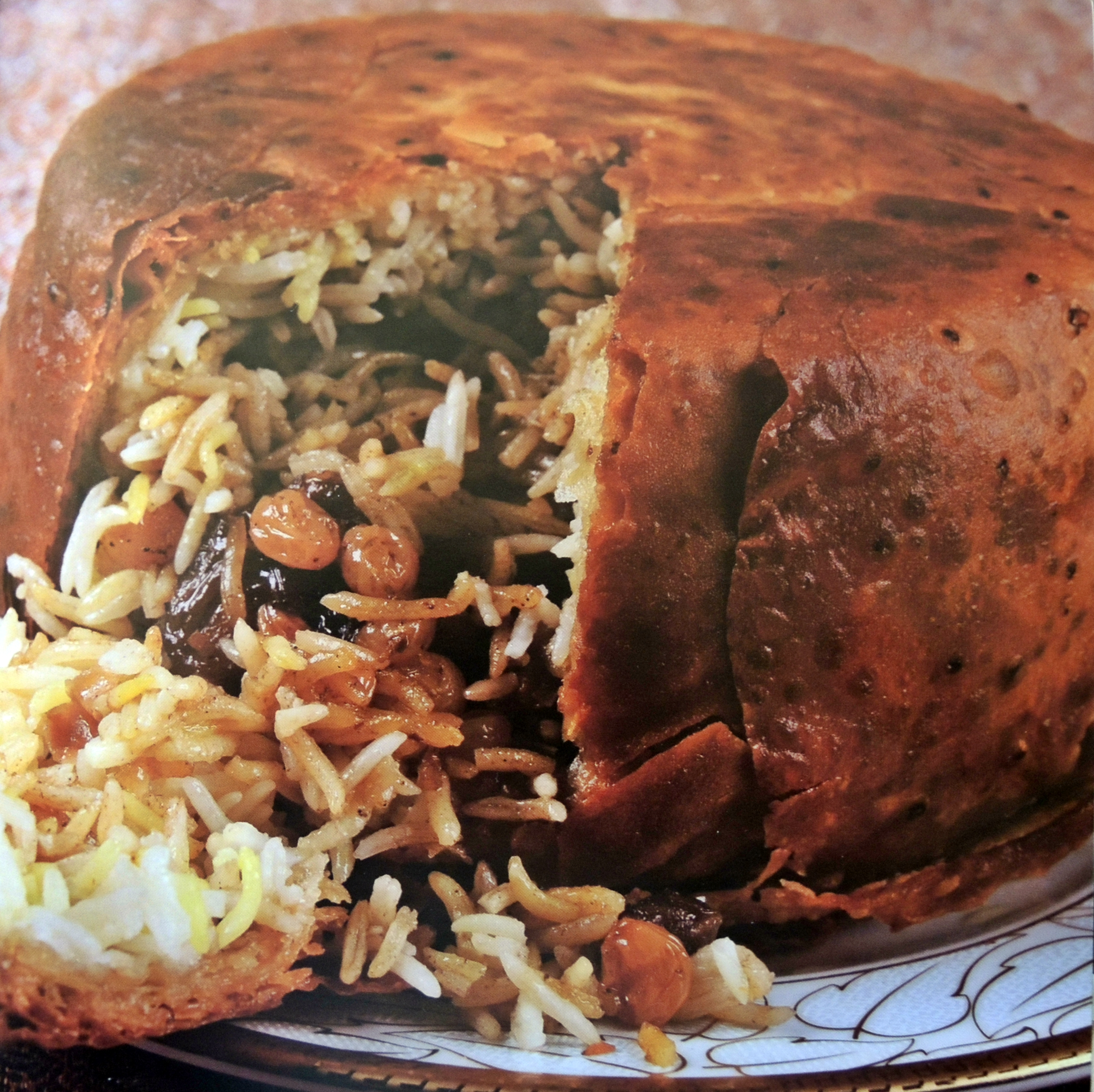
Plow

### Plow
Kennzeichnend für die aserbaidschanischen Essgewohnheiten ist der Plow mit den unterschiedlichsten Fleisch-, Fisch-, Obst- und anderen Zusätzen. Es gibt mehr als 40 verschiedene Rezepte für Plow.
| Name               | Inhalt                    |
| ------------------ | ------------------------- |
| Kourma Plow        | Hammelfleisch mit Zwiebel |
| Chilov Plow        | Fischfleisch mit Bohnen   |
| Sabzi Qovurma Plow | Hammelfleisch             |
| Toyug Plow         | Hähnchenfleisch           |
| Shirin Plow        | getrocknete Früchte       |
| Südlü Plow         | in Milch gekochter Reis   |
| Schehryanchi Plow  | Eier mit Zwiebeln         |

### Fischgerichte
Aserbaidschan liegt am Kaspischen Meer, in dem 152 Fischarten leben. Deshalb ist die aserbaidschanische Küche reich an Fischgerichten. Ein für die aserbaidschanische Küche bedeutender Fisch ist der Stör, von dem Kaviar gewonnen wird. Schwarzer Kaviar vom Stör ist eine der bekanntesten Delikatessen Aserbaidschans, die weltweit sehr begehrt ist. Neben Stör und Kaviar hat man die Wahl zwischen Zander und Lachs. Die bekanntesten Fischgerichte sind Kutum auf aserbaidschanische Art, gefüllter Fisch, Fischplow, Plow mit Sternhausen und Fisch-Tschychyrtma.

### Weitere Gerichte

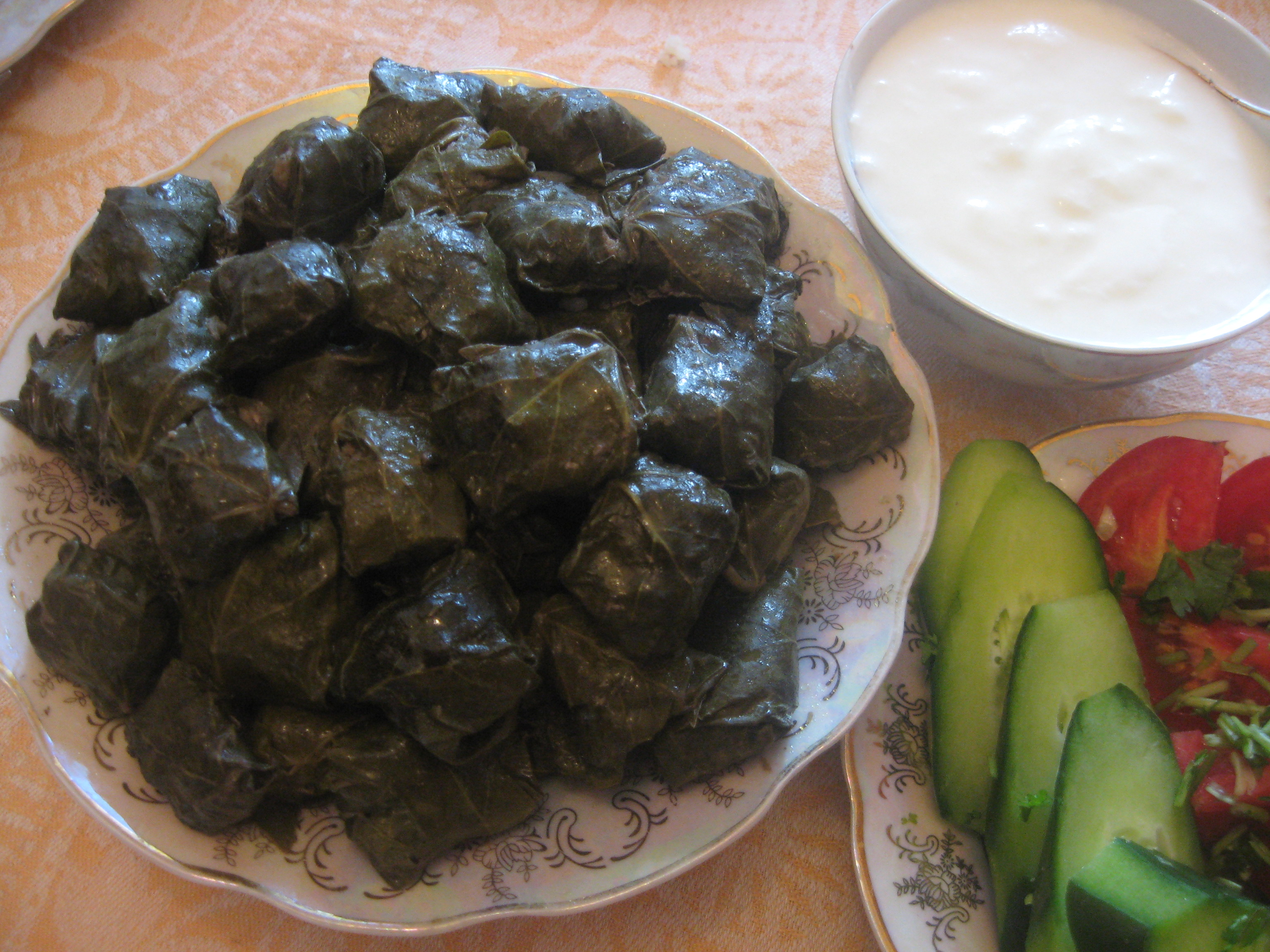
Aserbaidschanische Dolma

Zu den typischen aserbaidschanischen Gerichten zählen Koofteh Tabrizi sowie Dolma, zubereitet aus mit Kräutern gewürztem Hackfleisch und Reis, gefüllt in Weinblätter. Dovga ist eine Suppe aus Joghurt, Spinat und Reis. Optional werden Fleischklößchen mitgekocht. Eine typische Hauptspeise der aserbaidschanischen Küche ist Piti-Suppe, zubereitet mit Hammelfleisch, Erbsen, Kirschpflaumen und Safransaft. Piti wird in einem speziellen Topf gekocht und auch in diesem Topf serviert.
Qutab ist ein aserbaidschanisches Gericht aus dünn gerolltem, mit Gemüse oder Fleisch gefülltem Teig, der kurz auf einer konvexen Pfanne namens Saj gebacken wird. Es gibt hiervon verschiedene Arten von Fleisch und Gemüse, die je nach Region anders zubereitet werden.
Süßigkeiten
Shekerbura, auch eingedeutscht Schäkärbura (Şəkərbura), ist ein aserbaidschanisches Dessert. Es ist ein süßes Gebäck in Halbmondform, gefüllt mit gemahlenen Mandeln, Haselnüssen oder Walnüssen und Zucker. Shekerbura und Pakhlava werden in Aserbaidschan hauptsächlich an den Novruz-Frühlingsferien gegessen.